# Sainte-Geneviève (Meurthe-et-Moselle)
Sainte-Geneviève település Franciaországban, Meurthe-et-Moselle megyében. Lakosainak száma 189 fő (2022. január 1.). Sainte-Geneviève Atton, Bezaumont, Clémery, Landremont, Loisy, Port-sur-Seille és Ville-au-Val községekkel határos.

## Népesség
A település népessége az elmúlt években az alábbi módon változott:
| Lakosok száma | 124  | 123  | 144  | 183  | 192  | 192  | 189  | 192  | 198  | 189  |
|               | 1968 | 1982 | 1990 | 2006 | 2013 | 2015 | 2017 | 2019 | 2020 | 2022 |